# On Any Other Day
On Any Other Day (englisch für An jedem anderen Tag) ist ein Lied der britischen Rockband The Police. Es wurde von Stewart Copeland geschrieben und erschien auf dem zweiten Studioalbum der Band, Reggatta de Blanc.

## Text und Musik
Das Lied erzählt in humorvoll, wie ein Tag im Leben eines biederen Vorstadtmenschen von lauter Störungen verdorben wird:  

„Meine Frau hat das Rührei verbrannt

Der Hund hat mir ins Bein gebissen

Meine Teenager-Tochter ist weggelaufen

Mein kleiner Sohn ist schwul geworden

Und an jedem anderen Tag wäre es in Ordnung“

Der Allmusic-Kritiker Greg Prato fand das Lied als „witzig“.

## Besetzung
- Stewart Copeland: Gesang, Schlagzeug, E-Bass, E-Gitarre[4]
- Sting: Gesang